# Salvatore Sanfilippo (politico 1945)
Salvatore Sanfilippo (Siracusa, 14 dicembre 1945) è un politico italiano.

## Biografia
Laureato in giurisprudenza, è avvocato. Impegnato in politica con il Partito Comunista Italiano in Sicilia, è eletto alla Camera alle elezioni politiche del 1983. Conferma il proprio seggio anche nel 1987. Dopo la svolta della Bolognina aderisce al Partito Democratico della Sinistra, che rappresenta a Montecitorio fino al termine del mandato parlamentare nel 1992.